# HD133880
HD133880 — хімічно пекулярна зоря спектрального класу B9, що має видиму зоряну величину в смузі V приблизно  5,8.
Вона  розташована на відстані близько 412,9 світлових років від Сонця.

## Фізичні характеристики
Телескоп Гіппаркос зареєстрував фотометричну змінність  даної зорі з періодом    1,75 доби в межах від  Hmin= 5,78 до  Hmax= 5,70.

## Пекулярний хімічний склад
Зоряна атмосфера HD133880 має підвищений вміст 
Si
.

## Магнітне поле
Спектр даної зорі вказує на наявність магнітного поля у її зоряній атмосфері.
Напруженість повздовжної компоненти поля оціненої з аналізу
наявних ліній металів
становить 2414,5± 241,0 Гаус.